# ويتيرنيس
ويتيرنيس (بالفرنسية: Witternesse)‏ هي بلدية تقع في إقليم باد كاليه من منطقة نور با دو كاليه في شمال فرنسا. تبلغ مساحة هذه المدينة 5.47 (كم²)، وترتفع عن سطح البحر 15 م، يبلغ عدد سكانها 582 نسمة حسب إحصاء المعهد الوطني للإحصاء والدراسات الاقتصادية سنة 2009 م. وترأس Josette Vermersch البلدية خلال فترة (2008-2014).